# Las Corominas
Las Corominas (en catalán: Les Coromines) es una localidad perteneciente al municipio de Aguilar de Segarra, en la provincia de Barcelona, España.